# Segunda Categoría del Guayas 2009
El Campeonato Provincial de Segunda Categoría de Guayas 2009 es un torneo de fútbol en Ecuador en el cual compiten equipos de la provincia de Guayas. El torneo es organizado por la Asociación de Fútbol del Guayas (AsoGuayas) y es avalado por la Federación Ecuatoriana de Fútbol. El torneo inició el 5 de mayo de 2004. 
Participan 18 clubes de fútbol que disputarán la clasificación al torneo nacional de segunda categoría, que a su vez les dará la oportunidad de ascender a la Serie B para el siguiente año. El torneo consta de dos etapas regulares, luego dos cuadrangulares, luego semifinales (ida y vuelta) más una final a un solo partido.

## Equipos participantes
Participan la mayoría de los clubes de fútbol que estén afiliados a la Asociación de Fútbol del Guayas. En total participan un total de 18 equipos en la primera etapa, de los cuales 8 llegarán a la segunda etapa.
| Equipos participantes  | Equipos participantes | Equipos participantes  |
| ---------------------- | --------------------- | ---------------------- |
| 9 de Octubre           | A.D. Naval            | Academia Alfaro Moreno |
| Calvi                  | Don Café              | ESPOL                  |
| Estudiantes del Guayas | Everest               | Fedeguayas             |
| L.D. Estudiantil       | Liga de Guayaquil     | Liceo Cristiano        |
| Norte América          | Paladín "S"           | Panamá                 |
| Patria                 | River Plate           | Sur y Norte            |

## Resultados
Los horarios corresponden a la hora de Ecuador (UTC-5)

### Primera fase

#### Grupo A
| Equipo                 | Pts | PJ | PG | PE | PP | GF | GC | Dif |
| ---------------------- | --- | -- | -- | -- | -- | -- | -- | --- |
| Panamá                 | 20  | 8  | 6  | 2  | 0  | 25 | 2  | 23  |
| ESPOL                  | 18  | 8  | 6  | 0  | 2  | 20 | 11 | 9   |
| Paladín "S"            | 17  | 8  | 5  | 2  | 1  | 18 | 10 | 8   |
| Academia Alfaro Moreno | 15  | 8  | 5  | 0  | 3  | 28 | 5  | 23  |
| Fedeguayas             | 14  | 8  | 4  | 2  | 2  | 23 | 11 | 12  |
| L.D. Estudiantil       | 7   | 8  | 2  | 1  | 5  | 8  | 22 | -14 |
| Liga de Guayaquil      | 6   | 7  | 2  | 0  | 5  | 8  | 18 | -10 |
| Estudiantes del Guayas | 4   | 7  | 1  | 1  | 5  | 10 | 23 | -13 |
| Don Café               | 0   | 8  | 0  | 0  | 8  | 4  | 42 | -38 |

#### Grupo B
| Equipo          | Pts | PJ | PG | PE | PP | GF | GC | Dif |
| --------------- | --- | -- | -- | -- | -- | -- | -- | --- |
| River Plate     | 24  | 8  | 8  | 0  | 0  | 40 | 2  | 38  |
| Liceo Cristiano | 17  | 8  | 5  | 2  | 1  | 17 | 9  | 8   |
| 9 de Octubre    | 16  | 8  | 5  | 1  | 2  | 17 | 8  | 9   |
| Patria          | 12  | 8  | 3  | 3  | 2  | 17 | 8  | 9   |
| Norte América   | 10  | 7  | 3  | 1  | 3  | 9  | 8  | 1   |
| A.D. Naval      | 6   | 7  | 1  | 3  | 3  | 9  | 11 | -2  |
| Everest         | 4   | 7  | 1  | 1  | 5  | 4  | 21 | -17 |
| Sur y Norte     | 3   | 7  | 0  | 3  | 4  | 7  | 24 | -17 |
| Calvi           | 2   | 8  | 0  | 2  | 6  | 5  | 34 | -29 |

### Segunda fase

#### Grupo A
| Equipo          | Pts | PJ | PG | PE | PP | GF | GC | Dif |
| --------------- | --- | -- | -- | -- | -- | -- | -- | --- |
| River Plate     | 22  | 10 | 6  | 4  | 0  | 15 | 6  | 9   |
| Panamá          | 20  | 10 | 5  | 5  | 0  | 13 | 6  | 7   |
| Paladín "S"     | 15  | 10 | 4  | 3  | 3  | 15 | 12 | 3   |
| ESPOL           | 14  | 10 | 4  | 2  | 4  | 14 | 15 | -1  |
| Liceo Cristiano | 11  | 10 | 3  | 2  | 5  | 12 | 16 | -4  |
| 9 de Octubre    | 0   | 10 | 0  | 0  | 10 | 12 | 26 | -14 |